# وادي كراش
وادي كراش هو واد في سراة بلاد بلقرن في محافظة بلقرن، وبجنوبيه قرية الموجعة للحنيك من آل سليمان من بلقرن.